# Silvan Dillier
Silvan Roger Dillier (Baden, 3 de agosto de 1990) é um desportista suíço que compete em ciclismo na modalidade de pista, especialista nas provas de perseguição por equipas e pontuação; ainda que também disputa corridas de estrada, pertencendo à equipa AG2R La Mondiale desde o ano de 2018.
Tem ganhado duas medalhas de prata no Campeonato Europeu de Ciclismo em Pista, nos anos 2011 e 2015.
Em estrada o seu maior sucesso é a vitória numa etapa do Giro d'Italia de 2017. Também obteve uma medalha de prata no Campeonato Mundial de Ciclismo em Estrada de 2017, na prova de contrarrelógio por equipas.
Participou nos Jogos Olímpicos do Rio de Janeiro 2016, ocupando o 7º lugar na prova de perseguição por equipas.

## Medalheiro internacional

### Ciclismo em pista
| Campeonato Europeu | Campeonato Europeu | Campeonato Europeu | Campeonato Europeu      |
| Ano                | Lugar              | Medalha            | Competição              |
| ------------------ | ------------------ | ------------------ | ----------------------- |
| 2011               | Apeldoorn ( )      | 02 !               | Pontuação               |
| 2015               | Grenchen ( Suíça ) | 02 !               | Perseguição por equipas |

### Ciclismo em estrada
| Campeonato Mundial | Campeonato Mundial | Campeonato Mundial | Campeonato Mundial         |
| Ano                | Lugar              | Medalha            | Competição                 |
| ------------------ | ------------------ | ------------------ | -------------------------- |
| 2017               | Bergen ( Noruega ) | 02 !               | Contrarrelógio por equipas |

## Palmarés

### Estrada
2012
- 1 etapa do Tour do Porvenir
- Tour de Berna

2013
- Volta à Normandia
- Seta das Ardenas
- 1 etapa do Tour de Alberta

2014
- 3º no Campeonato da Suíça de Ciclismo Contrarrelógio

2015
- Campeonato da Suíça de Ciclismo Contrarrelógio
- 1 etapa da Arctic Race de Noruega

2017
- 1 etapa do Giro de Itália
- Rota do Sur
- 2º no Campeonato da Suíça de Ciclismo Contrarrelógio
- Campeonato da Suíça de Ciclismo em Estrada

2018
- Route Adélie

### Pista
2011
- 2º no Campeonato Europeu em Pontuação
- Campeonato de Suíça em Madison
- Campeonato de Suíça em Omnium

2015
- 2º no Campeonato Europeu em Perseguição por equipas

## Resultados em Grandes Voltas e Campeonatos do Mundo
Durante sua carreira desportiva tem conseguido os seguintes postos nas Grandes Voltas e nos Campeonatos do Mundo em estrada:
| Corrida                | 2011 | 2012 | 2013 | 2014 | 2015 | 2016 | 2017 | 2018 |
| ---------------------- | ---- | ---- | ---- | ---- | ---- | ---- | ---- | ---- |
| Giro d'Italia          | -    | -    | -    | -    | 52º  | Ab.  | 67º  | -    |
| Tour de France         | -    | -    | -    | -    | -    | -    | -    | -    |
| Volta a Espanha        | -    | -    | -    | -    | -    | 79º  | -    | -    |
| Mundial em Estrada     | -    | -    | -    | -    | 28º  | Ab.  | 50º  | -    |
| Mundial Contrarrelógio | -    | -    | -    | 18º  | 30º  | -    | -    | -    |

-: não participa
Ab.: abandono

## Equipas
- Atlas Pessoal Romer‘s (2009)
- Team Vorarlberg (2011)
- EKZ Racing (2012)
- BMC Racing Team (2013-2017)[4]
- AG2R La Mondiale (2018)